# Apogon
Apogon è un genere di pesci della famiglia Apogonidae.

## Specie
- Apogon abrogramma Fraser & Lachner, 1985
- Apogon affinis (Poey, 1875)
- Apogon albimaculosus Kailola, 1976
- Apogon amboinensis Bleeker, 1853
- Apogon americanus Castelnau, 1855
- Apogon angustatus (Smith & Radcliffe in Radcliffe, 1911)
- Apogon annularis Rüppell, 1829
- Apogon apogonoides (Bleeker, 1856)
- Apogon argyrogaster Weber, 1909
- Apogon aroubiensis Hombron & Jacquinot in Jacquinot & Guichenot, 1853
- Apogon aterrimus Günther, 1867
- Apogon atradorsatus Heller & Snodgrass, 1903
- Apogon atricaudus Jordan & McGregor in Jordan & Evermann, 1898
- Apogon atripes (Ogilby, 1916)
- Apogon atrogaster (Smith & Radcliffe in Radcliffe, 1912)
- Apogon aureus (Lacepède, 1802)
- Apogon aurolineatus (Mowbray in Breder, 1927)
- Apogon axillaris Valenciennes, 1832
- Apogon bandanensis Bleeker, 1854
- Apogon binotatus (Poey, 1867)
- Apogon brevicaudata Weber, 1909
- Apogon brevispinis Fraser & Randall, 2003
- Apogon bryx Fraser, 1998
- Apogon campbelli Smith, 1949
- Apogon cantoris Bleeker, 1851
- Apogon capricornis Allen & Randall, 1993
- Apogon carinatus Cuvier In Cuvier & Valenciennes, 1828
- Apogon catalai Fourmanoir, 1973
- Apogon caudicinctus Randall & Smith, 1988
- Apogon cavitensis (Jordan & Seale, 1907)
- Apogon chalcius Fraser & Randall, 1986
- Apogon cheni Hayashi, 1990
- Apogon chrysopomus Bleeker, 1854
- Apogon chrysotaenia Bleeker, 1851
- Apogon coccineus Rüppell, 1838
- Apogon compressus (Smith & Radcliffe in Radcliffe, 1911)
- Apogon cookii Macleay, 1881
- Apogon crassiceps Garman, 1903
- Apogon cyanosoma Bleeker, 1853
- Apogon cyanotaenia Bleeker, 1853
- Apogon dammermani Weber & de Beaufort, 1929
- Apogon darnleyensis (Alleyne & Macleay, 1877)
- Apogon deetsie Randall, 1998
- Apogon dianthus Fraser & Randall, 2002
- Apogon dispar Fraser & Randall, 1976
- Apogon diversus (Smith & Radcliffe in Radcliffe, 1912)
- Apogon doederleini Jordan & Snyder, 1901
- Apogon doryssa (Jordan & Seale, 1906)
- Apogon dovii Günther, 1861
- Apogon endekataenia Bleeker, 1852
- Apogon enigmaticus (Smith, 1961)
- Apogon erythrinus Snyder, 1904
- Apogon erythrosoma Gon & Randall, 2003
- Apogon evermanni Jordan & Snyder, 1904
- Apogon exostigma (Jordan & Starks in Jordan & Seale, 1906)
- Apogon fasciatus (White, 1790)
- Apogon flagelliferus (Smith, 1961)
- Apogon flavus Allen & Randall, 1993
- Apogon fleurieu (Lacepède, 1802)
- Apogon fraenatus Valenciennes, 1832
- Apogon fragilis Smith, 1961
- Apogon franssedai Allen, Kuiter & Randall, 1994
- Apogon fukuii Hayashi, 1990
- Apogon fuscomaculatus Allen & Morrison, 1996
- Apogon fuscus Quoy & Gaimard, 1825
- Apogon gardineri Regan, 1908
- Apogon gilberti (Jordan & Seale, 1905)
- Apogon gouldi Smith-Vaniz, 1977
- Apogon guadalupensis (Osburn & Nichols, 1916)
- Apogon guamensis Valenciennes, 1832
- Apogon gularis Fraser & Lachner, 1984
- Apogon hartzfeldii Bleeker, 1852
- Apogon heptastygma Cuvier In Cuvier & Valenciennes, 1828
- Apogon hoevenii Bleeker, 1854
- Apogon holotaenia Regan, 1905
- Apogon hungi Fourmanoir & Do-Thi, 1965
- Apogon hyalosoma Bleeker, 1852
- Apogon hypselonotus Bleeker, 1855
- Apogon imberbis (Linnaeus, 1758)
- Apogon indicus Greenfield, 2001
- Apogon isus Randall & Böhlke, 1981
- Apogon jenkinsi (Evermann & Seale, 1907)
- Apogon kallopterus Bleeker, 1856
- Apogon kalosoma Bleeker, 1852
- Apogon kiensis Jordan & Snyder, 1901
- Apogon kominatoensis Ebina, 1935
- Apogon komodoensis Allen, 1998
- Apogon lachneri Böhlke, 1959
- Apogon lateralis Valenciennes, 1832
- Apogon lativittatus Randall, 2001
- Apogon latus Cuvier In Cuvier & Valenciennes, 1828
- Apogon leptacanthus Bleeker, 1856-57
- Apogon leptocaulus Gilbert, 1972
- Apogon leptofasciatus Allen, 2001
- Apogon limenus Randall & Hoese, 1988
- Apogon lineatus Temminck & Schlegel, 1842
- Apogon luteus Randall & Kulbicki, 1998
- Apogon maculatus (Poey, 1860)
- Apogon maculiferus Garrett, 1864
- Apogon margaritophorus Bleeker, 1854
- Apogon marquesensis Greenfield, 2001
- Apogon melanoproctus Fraser & Randall, 1976
- Apogon melanopterus (Fowler & Bean, 1930)
- Apogon melanopus Weber, 1911
- Apogon melas Bleeker, 1848
- Apogon menesemus Jenkins, 1903
- Apogon moluccensis Valenciennes, 1832
- Apogon monospilus Fraser, Randall & Allen, 2002
- Apogon mosavi Dale, 1977
- Apogon multilineatus (Bleeker, 1874)
- Apogon multitaeniatus Cuvier In Cuvier & Valenciennes, 1828
- Apogon mydrus (Jordan & Seale, 1905)
- Apogon nanus Allen, Kuiter & Randall, 1994
- Apogon neotes Allen, Kuiter & Randall, 1994
- Apogon niger Döderlein in Steindachner & Döderlein, 1883
- Apogon nigripes Playfair in Playfair & Günther, 1867
- Apogon nigripinnis Cuvier In Cuvier & Valenciennes, 1828
- Apogon nigrocincta (Smith & Radcliffe in Radcliffe, 1912)
- Apogon nigrofasciatus Lachner, 1953
- Apogon norfolcensis Ogilby, 1888
- Apogon notatus (Houttuyn, 1782)
- Apogon noumeae Whitley, 1958
- Apogon novaeguineae Valenciennes, 1832
- Apogon novemfasciatus Cuvier In Cuvier & Valenciennes, 1828
- Apogon ocellicaudus Allen, Kuiter & Randall, 1994
- Apogon opercularis Macleay, 1878
- Apogon oxina Fraser, 1999
- Apogon oxygrammus Allen, 2001
- Apogon pacificus (Herre, 1935)
- Apogon pallidofasciatus Allen, 1987
- Apogon parvulus (Smith & Radcliffe in Radcliffe, 1912)
- Apogon perlitus Fraser & Lachner, 1985
- Apogon pharaonis Bellotti, 1874
- Apogon phenax Böhlke & Randall, 1968
- Apogon pillionatus Böhlke & Randall, 1968
- Apogon planifrons Longley & Hildebrand, 1940
- Apogon poecilopterus Cuvier In Cuvier & Valenciennes, 1828
- Apogon properuptus (Whitley, 1964)
- Apogon pselion Randall, Fraser & Lachner, 1990
- Apogon pseudomaculatus Longley, 1932
- Apogon quadrisquamatus Longley, 1934
- Apogon quartus Fraser, 2000
- Apogon quinquestriatus Regan, 1908
- Apogon radcliffei (Fowler, 1918)
- Apogon regani Whitley, 1951
- Apogon regula Fraser & Randall, 2003
- Apogon relativus Randall, 2001
- Apogon retrosella (Gill, 1862)
- Apogon rhodopterus Bleeker, 1852
- Apogon robbyi Gilbert & Tyler, 1997
- Apogon robinsi Böhlke & Randall, 1968
- Apogon rubellus (Smith, 1961)
- Apogon rubrimacula Randall & Kulbicki, 1998
- Apogon rueppellii Günther, 1859
- Apogon rufus Randall & Fraser, 1999
- Apogon savayensis Günther, 1872
- Apogon schlegeli Bleeker, 1854
- Apogon sealei (Fowler, 1918)
- Apogon selas Randall & Hayashi, 1990
- Apogon semilineatus Temminck & Schlegel, 1842
- Apogon semiornatus Peters, 1876
- Apogon septemstriatus Günther, 1880
- Apogon sialis (Jordan & Thompson, 1914)
- Apogon sinus Randall, 2001
- Apogon spilurus Regan, 1905
- Apogon striatodes Gon, 1997
- Apogon striatus (Smith & Radcliffe in Radcliffe, 1912)
- Apogon susanae Greenfield, 2001
- Apogon taeniatus Cuvier In Cuvier & Valenciennes, 1828
- Apogon taeniophorus Regan, 1908
- Apogon taeniopterus Bennett, 1836
- Apogon talboti Smith, 1961
- Apogon tchefouensis Fang, 1942
- Apogon thermalis Cuvier in Cuvier & Valenciennes, 1829
- Apogon timorensis Bleeker, 1854
- Apogon townsendi (Breder, 1927)
- Apogon trimaculatus Cuvier In Cuvier & Valenciennes, 1828
- Apogon truncatus Bleeker, 1854
- Apogon unicolor Döderlein in Steindachner & Döderlein, 1883
- Apogon uninotatus (Smith & Radcliffe in Radcliffe, 1912)
- Apogon unitaeniatus Allen, 1995
- Apogon urostigma (Bleeker, 1874)
- Apogon victoriae Günther, 1859
- Apogon wassinki Bleeker, 1861
- Apogon wilsoni (Fowler, 1918)
- Apogon zebrinus Fraser, Randall & Lachner, 1999